# Tridactylidea
Infra-ordre
Les Tridactylidea sont un infra-ordre d'insectes orthoptères.

## Classification
Selon Orthoptera Species File (28 juin 2018) :
- super-famille †Dzhajloutshelloidea Gorochov, 1994
  - famille †Dzhajloutshellidae Gorochov, 1994
  - famille †Regiatidae Gorochov, 1995
- super-famille Tridactyloidea Brullé, 1835
  - famille Cylindrachetidae Giglio-Tos, 1914
  - famille Ripipterygidae Ander, 1939
  - famille Tridactylidae Brullé, 1835